# Cyathea andersonii
Cyathea andersonii är en ormbunkeart som först beskrevs av J. Scott och Richard Henry Beddome, och fick sitt nu gällande namn av Copel. Cyathea andersonii ingår i släktet Cyathea och familjen Cyatheaceae. Inga underarter finns listade.